# ショーン・マーフィー (スヌーカー)
ショーン・マーフィー（英: Shaun Murphy、1982年8月10日 - ）は、イングランドのスヌーカー選手である。
エセックスのハーロウ出身。2005年および2008年の世界スヌーカー選手権で優勝している。